# Оліферчук Михайло Іванович
Миха́йло Іва́нович Оліферчу́к (1 січня 1966, с. Боровне, Камінь-Каширський район, Волинська область, Україна) — український державний діяч, Гуто-Боровенський сільський голова, учасник російсько-української війни.

## Життєпис
Народився в Боровному, в родині колгоспників. Закінчив місцеву школу, згодом — Луцьке професійно-технічне училище № 1 за спеціальністю оператор автоматичних ліній верстатів та установок.
В 1984 — 86 роках проходив строкову службу в армії.
Після служби закінчив агрономічний факультет Української сільськогосподарської академії. Працював агрономом в місцевому колгоспі, згодом — в КСП «Стохід».
В 2001 році був обраний на посаду Боровненського сільського голови, згодом переобирався на посаду аж до ліквідації Боровненської сільської ради.
В 2014 році мобілізований до Збройних сил України. Учасник антитерористичної операції на Донбасі, служив у складі 51-ї окремої механізованої бригади, учасник боїв за Іловайськ.
В 2018 році зареєстрований як самовисуванець на перших виборах голови новоствореної Гуто-Боровенської сільської територіальної громади Волинської області.
23 грудня 2018 року переміг на виборах Гуто-Боровенського сільського голови та очолив громаду

## Родина
Дружина — Оліферчук Людмила Григорівна, завідувачка ФАПу в Боровному. Виховують трьох дітей.

## Нагороди
- Указом Президента України нагороджений орденом «За заслуги» ІІІ ступеня[5].